# 基拉 (蒙大拿州)
基拉（英語：Kila）是位於美國蒙大拿州弗拉特黑德縣的普查規定居民點。

## 歷史
基拉的郵局自1901年營運至今。

## 人口
根據2020年美國人口普查的數據，基拉的面積為10.30平方千米，皆為陸地。當地共有人口424人，而人口密度為每平方千米41.17人。